# Ville Valo
Ville Hermanni Valo (* 22. listopadu 1976, Helsinky) je finský rockový hudebník (hraje na kytaru a bicí), zpěvák a textař skupiny HIM.

## Život
Ville Hermanni Valo se narodil do zajímavé a hudebně založené rodiny ve Finsku. Jeho otec Kari Valo jezdil taxíkem a také vlastnil sexshop, ve kterém Ville nějakou dobu pracoval, než prorazili s HIM. Matka Anita zase pochází z Rumunska. Rodiče k němu byli velmi tolerantní, ale také se snažili, aby se formoval správným směrem. Když byl Ville malý, tak měli doma psa, který učil Villeho chodit, ale jakmile se zjistilo, že má Ville na domácí zvířata alergii, tak musel pes pryč. Když bylo Villemu devět let, přestěhovala se nyní čtyřčlenná rodina (Ville má o osm let mladšího bratra Jesseho) do Oulunkylä. Ville na své dětství vzpomíná moc rád a říká, že už odmala měl moc rád hudbu.
Už na škole se seznámil s Lindem a s Migém. S nimi chodil na nejrůznější akce a zakládal nejrůznější skupiny a sám byl členem také několika dalších (např. B.L.O.O.D. (1986–1989), Eloveena Boys (1987–1988), Kemoterapia (1989–1997) atp.). Ville prý občas působil v tolika skupinách, že měl celé odpoledne plná jen zkoušek a nestíhal je, takže musel z některých skupin odejít. Nejvíc vzpomíná na skupinu Blood, kterou založili už tehdy s Migém, ale nakonec ji rozpustili, když měl Migé odejít na vojnu. V roce 1991 založil spolu s Amourem a Lindstromem skupinu His Infernal Majesty, jejíž název později zkrátili na HIM.

## Zajímavosti
- Nástroje, na které hraje: kytara, basová kytara, bicí
- Od šesti let trpí astmatem.[zdroj⁠?!]
- V roce 2004 se umístil v anketě Největší Fin na 13. místě a ve stejném roce byl britským rockovým magazínem Metal Hammer zvolen za Zlatého Boha (Golden God) – cena, která se uděluje nejlepší rockové hvězdě roku.
- Taktéž byl na konci roku 2006 pozván na Hradní slavnosti, které se konaly na prezidentském hradě v Helsinkách – pořádá je na oslavu Dne nezávislosti Finska prezident Finska (v r. 2006 prezidentka Tarja Halonen).

## Projekty
Ville Valo spolupracoval s několika skupinami. Mezi první můžeme zařadit skupinu Agents, se kterou v roce 1999 nahrál čtyři písničky zpívané ve finštině. Jsou to: píseň „Valo Yössä“ od Tuomari Nurmia a tři písničky od Rauliho „Baddinga“ Somerjokiho – „Ikkunaprinsessa“, „Paratiisi“ a „Jykevä on rakkaus“.
Dále spolupracoval se skupinou The 69 Eyes, které pomáhal nahrávat doprovodné zpěvy na alba Wasting the Dawn a Blessed Be a dokonce jim v klipu k písni „Wasting the Dawn“ zahrál roli Jima Morrisona, kterému je píseň věnována. Klip se natáčel na zasněženém helsinském hřbitově Hietaniemi a v zasněžených finských krajinách v zimě 1999.
Musíme zmínit i spolupráci se skupinou Neljä Ruusua, která nahrála v roce 2000 remake písně „Hunningolla“ a v této verzi jim vypomohl se zpěvy Ville Valo, ale v klipu se objevuje i Migé a Linde.
Hodně výrazná je spolupráce Ville Vala a Apocalypticy. S tou v roce 2004 natočil píseň „Bittersweet“, ve které se o pěvecké party dělí ještě s Lauri Ylönenem z Rasmus.
V roce 2005 pomohl Ville Valo s vokály americké partičce Bloodhound Gang v písni Something diabolical.
Rok 2006 byl ve znamení hned dvou rozdílných žánrů, do kterých se Ville Valo vrhnul – nejprve pomohl se zpěvy skupině Cradle of Filth v písni „The Byronic Man“ a poté na podzim ještě natočil zpěvy hned ve dvou písničkách pro album Synkkien laulujen maa. Jedna byla nazpívaná s jeho vzorem Kari Tapiem – „Täällä pohjantähden alla“ a druhá s Tommim Vikstenem – „Kun minä kotoani läksin“.
V roce 2007 pomohl dvěma popovým projektům – nejprve nazpíval duet s německou herečkou Natalií Avelon – remake písně „Summer Wine“, která se objevila jako titulní píseň k filmu Das wilde Leben. Poté ještě s partnerkou svého kolegy z HIM – Lindeho Lazery – Mannou nazpíval duet na její debutové album Sister – píseň se jmenuje Just for tonight.
- The Skreppers & Ville Valo (1995)
- Apocalyptica & Ville Valo (1996)
- The 69 Eyes & Ville Valo (1997)
- Tehosekoitin & Ville Valo (1999) – Freak Out
- The 69 Eyes & Ville Valo (1999) – Wasting The Dawn
- Neljä Ruusua & HIM (1999)
- Agents & Ville Valo (1999) – Paratiisi, Ikkunaprinsessa, Jykevää on rakkaus
- Tribuutti Tuomari Nurmiolle (2000) – Valo yössä
- The 69 Eyes & Ville Valo (2000) – Blessed Be
- Musta Paraati, Ville Valo, Gas Lipstick & ostatní (2001)
- Daniel Lioneye a The Rollers/Daniel Lioneye a The Blues Explosion (2001)
- The 69 Eyes & Thulsa Doom (2001)
- Five Fifteen & Ville Valo (2001) – Death Of A Clown
- The 69 Eyes & Ville Valo (2002) – Paris Kills
- The Skreppers, Ville Valo, Migé Amour & Linde Lazer (2002) – Hedonis Hellcats
- The Mission & Ville Valo (2002) – AurA
- Lowemotor Corporation & Ville Valo (2003/2004) – Saturnalia
- The Skreppers & Ville Valo (2004) – The Call Of The Trash
- The 69 Eyes & Ville Valo (2004) – Devils
- Apocalyptica feat. Ville Valo & Lauri Ylönen (2004) – Bittersweet
- Two Witches & Ville Valo (2005)
- Bloodhound Gang feat. Ville Valo – Something Diabolical (2005)
- Isabelle´s Gift feat. Ville Valo – If I Die Tonight (2006)
- Cradle Of Filth feat. Ville Valo – The Byronic Man (2006)
- Synkkien laulujen maa (2006) – Kun minä kotoani läksin (s Tommi Vikstenem), Tällä pohjantähden alla (s Kari Tapiem)
- Ville Valo & Natalia Avelon – Summer Wine (2007)
- Ville Valo & Manna – Just For Tonight (2007)
- VV – Neon Noir (2023)